# Henri Eninful
Henri Eninful (Notsé, 22 juli 1992) is een Belgisch-Togolese voetballer. Die als middenvelder voor FC Lahti speelt.

## Clubcarrière

### Jeugd & Standard Luik
Eninful werd geboren in Notsé, Togo. Hij speelde in de jeugd van Standard Luik, In begin januari 2011 werd hij doorgeschoven naar de A-kern. Op 29 januari 2011 was het zover, Eninful maakte zijn debuut en mocht in de basis starten in de thuiswedstrijd tegen KVC Westerlo. Hij speelde in het volgende jaar nog 4 wedstrijden voor de Luikenaars. 

### Újpest FC
In januari 2012 werd hij voor een half seizoen aan Újpest FC uitgeleend. Újpest FC zat in een slecht seizoen en eindigde 13e. Eninful was tijdens zijn uitleenbeurt titularis. In de zomer van 2012 kocht Újpest hem definitief over van Standard. Eninful speelde in het volgende seizoen maar 5 wedstrijden, Újpest wist ditmaal negende te worden. In het volgende seizoen wist hij meer te spelen. Eninful geraakte aan 11 wedstrijden bij Újpest.

### Kecskeméti TE
In januari werd hij opnieuw uitgeleend, ditmaal aan Kecskeméti TE. Hier speelde hij 12 maal en wist hij voor het eerst in zijn profcarrière te scoren. Újpest werd dat seizoen 13e, Kecskeméti 10e. Men haalde hem tijdens de zomer van 2014 definitief naar Kecskemét. Eninful speelde in 2014/15 26 wedstrijden waarin hij 1 maal wist te scoren. Kecskeméti werd 9e maar degradeerde door licentieproblemen naar het vierde niveau. 

### Doxa Katokopia
Eninful vertrok naar Cyprus, waar hij voor Doxa Katokopia ging spelen. Eninful speelde over 3 seizoenen verspreid 92 wedstrijden, hierin wist hij 5 maal te scoren. Doxa eindigde in het eerste seizoen met Eninful in de middenmoot, op 10 punten van de degradatiestreep. Eninful's 2e seizoen met Doxa was beter maar leek slechter. Men eindigde 13 punten van de degradatiezone, toch eindigde men op de laatste veilige plaats in het klassement. In 2017/18 werd men 7e, toch eindigde Doxa 10 punten van de laatste plaats van de kampioensronde. Doxa verlengde zijn contract niet. Hij zat in 2018/19 zonder club. 

### RFCB Sprimont & FC Lahti
Op 10 oktober 2019 ging hij na anderhalf jaar zonder club naar RFCB Sprimont. Hier vertrok hij op 5 december 2019 opnieuw zonder ook maar 1 wedstrijd te spelen. Hij was verschillende weken niet meer op komen dagen voor de trainingen. Op 22 januari 2020 vertrok hij naar Finse eersteklasser FC Lahti. Eninful tekende een contract voor 1 jaar tot volgende winter. Covid-19 gooide echter roet in het eten. 

## Spelerscarrière
| seizoen | club            | land      | competitie            | wed. | goals |
| ------- | --------------- | --------- | --------------------- | ---- | ----- |
| 2010/11 | Standard Luik   | België    | Jupiler Pro League    | 4    | 0     |
| 2011/12 | Standard Luik   | België    | Jupiler Pro League    | 1    | 0     |
| 2011/12 | → Újpest FC     | Hongarije | Magyar Labdarúgó Liga | 12   | 0     |
| 2012/13 | Újpest FC       | Hongarije | Magyar Labdarúgó Liga | 5    | 0     |
| 2013/14 | Újpest FC       | Hongarije | Magyar Labdarúgó Liga | 11   | 0     |
| 2013/14 | → Kecskeméti TE | Hongarije | Magyar Labdarúgó Liga | 12   | 1     |
| 2014/15 | Kecskeméti TE   | Hongarije | Magyar Labdarúgó Liga | 26   | 1     |
| 2015/16 | Doxa Katokopia  | Cyprus    | A Divizion            | 28   | 1     |
| 2016/17 | Doxa Katokopia  | Cyprus    | A Divizion            | 31   | 2     |
| 2017/18 | Doxa Katokopia  | Cyprus    | A Divizion            | 33   | 2     |
| 2019/20 | RFCB Sprimont   | België    | Derde klasse amateurs | 0    | 0     |
| 2019/20 | FC Lahti        | Finland   | Veikkausliiga         | 4    | 0     |
| Totaal  | Totaal          | Totaal    | Totaal                | 167  | 7     |